# رصد غازات الدفيئة

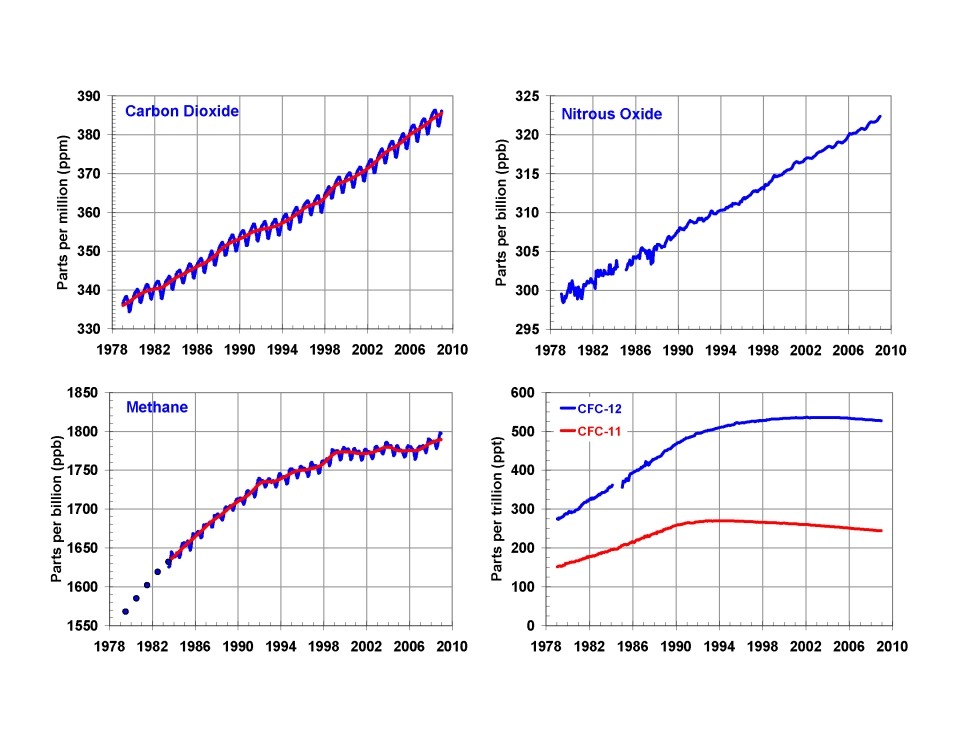
توضح الرسوم البيانية متوسط الكسر المولي (أو التركيز) لهذه الغازات النزرة في الغلاف الجوي العالمي مع مرور الوقت. هذه المتوسطات العالمية مستمدة من قياسات القارورة في مواقع نائية متعددة في جميع أنحاء العالم بما في ذلك مرصد مونا لوا في هاواي.

يُعرف رصد الغازات الدفيئة بأنه عملية قياس مباشرة لانبعاثات غازات دفيئة ومستوياتها. يوجد العديد من الطرق المختلفة لقياس تركيزات ثاني أكسيد الكربون في الغلاف الجوي، بما في ذلك تحليل الأشعة تحت الحمراء وقياس الضغط. يُقاس غازي الميثان وأكسيد النيتروس (يعرف أيضا بأكسيد النيتروجين الثنائي أو أحادي أكسيد ثنائي النيتروجين وهو مشهور باسم غاز الضحك) بوسائل أخرى. تُقاس غازات الدفيئة من الفضاء بواسطة مرصد الكربون المداري وشبكات المحطات الأرضية كالنظام المتكامل لرصد الكربون.

## المنهجية

### رصد ثاني أكسيد الكربون

#### قياس الضغط
يُعتبر قياس الضغط أحد الوسائل الرئيسية المُستخدمة لقياس مستويات ثاني أكسيد الكربون في الغلاف الجوي من خلال قياس حجم كمية معينة من الهواء الجاف ودرجة حرارتها وضغطها. تُجفف عينة الهواء بتمريرها عبر عدة مصائد جليدية جافة ثم تُجمع في وعاء سعته خمسة لترات. تُقاس درجة الحرارة باستخدام مقياس الحرارة ويُحسب الضغط باستخدام جهاز قياس الضغط. يُضاف بعدها النيتروجين السائل، ما يتسبب في تكثيف ثاني أكسيد الكربون ليصبح قابلًا للقياس من حيث الحجم. في ظل ظروف الضغط هذه، يكون قانون الغازات المثالية دقيقًا بنسبة 0.3%.

#### محلل غاز الأشعة تحت الحمراء
استُخدمت أجهزة تحليل الأشعة تحت الحمراء في مرصد ماونا لوا وفي معهد سكريبس لعلوم المحيطات بين عامي 1958 و2006. تعمل محللات الأشعة تحت الحمراء عن طريق ضخ عينة مجهولة من الهواء الجاف عبر خلية يبلغ طولها 40 سم. تحتوي الخلية المرجعية على هواء جاف خالٍ من ثاني أكسيد الكربون. يُبث إشعاع من النيكروم المتوهج عبر نطاق الأشعة تحت الحمراء والذي ينقسم إلى حزمتين ويمر عبر خلايا الغاز. يمتص ثاني أكسيد الكربون بعضًا من الإشعاع، ما يسمح بمرور المزيد من الإشعاع الذي يعبر الخلية المرجعية وصولًا إلى الكاشف مقارنة بالإشعاع الذي يمر عبر خلية العينة. تُجمع البيانات على مسجل مخطط الشريط. يجري تقييم كمية تركيز ثاني أكسيد الكربون في العينة بمعايرة غاز قياسي من محتوى ثاني أكسيد الكربون المعروف.

#### المعايرة
المعايرة هي طريقة أخرى لقياس مستوى ثاني أكسيد الكربون في الغلاف الجوي والتي استخدمتها مجموعة إسكندنافية للمرة الأولى في 15 محطة أرضية مختلفة. بدأوا بتمرير عينة هواء بحجم 100 مل من خلال محلول هيدروكسيد الباريوم المحتوي على مؤشر كريسولفثالين.

### رصد غاز الميثان

#### ليدار الامتصاص المتمايز
ليدار الامتصاص المتمايز للأشعة تحت الحمراء هو وسيلة تُستخدم لقياس انبعاثات غاز الميثان من مصادر مختلفة، بما في ذلك مواقع دفن النفايات النشطة والمغلقة. يُجري ليدار الامتصاص المتمايز فحوصات عمودية في مصادر غاز الميثان ثم يفصل مكانيًا الفحوصات لقياس انبعاثات الميثان من المصادر الفردية بدقة. لقياس انبعاثات الميثان ضرورة في أبحاث تغير المناخ، إذ يُعتبر غاز الميثان أحد أكثر أنواع الهيدروكربونات الغازية تأثيرًا.

### رصد أكسيد النيتروس

#### تجربة كيمياء الغلاف الجوي ‐ مطياف تحويل فورييه
أكسيد النيتروس هو أحد أبرز الغازات التي تستنفد الأوزون الاصطناعي في الغلاف الجوي. ينبعث هذا الغاز في الغلاف الجوي بشكل أساسي من خلال المصادر الطبيعية كالتربة والصخور، وكذلك من خلال الأنشطة البشرية كالزراعة. ينشأ أكسيد النيتروس في الغلاف الجوي كذلك نتيجة التفاعل بين النيتروجين والأوزون المثار إلكترونيًا في غلاف الثرموسفير.
تُعتبر تجربة كيمياء الغلاف الجوي ‐ مطياف تحويل فورييه وسيلة تُستخدم لقياس تركيز أكسيد النيتروس في التروبوسفير العلوي والسفلي. أثبتت هذه الطريقة وجود أكسيد النيتروس في جميع أنحاء الغلاف الجوي خلال جميع الفصول، ويُعزى ذلك أساسًا إلى ترسُّب الجسيمات النشطة. تظهر قياسات التجربة أن التفاعلات المختلفة تؤدي إلى انبعاث كمية أكبر من أكسيد النيتروس في الثرموسفير مقارنة بطبقة الميزوسفير. تُعتبر تجربة كيمياء الغلاف الجوي ‐ مطياف تحويل فورييه وسيلة حاسمة للتنبؤ باضمحلال الأوزون في المستقبل في طبقة الستراتوسفير العليا عن طريق مقارنة الطرق المختلفة التي يُطلق أكسيد النيتروس بها في الغلاف الجوي.